# Zdvinsk
Zdvinsk (in lingua russa: Здвинск) è una città situata nella Siberia meridionale, nell'Oblast' di Novosibirsk, in Russia. La città è il capoluogo amministrativo del distretto di Zdvinskij (in lingua russa Здвинский Район.